# Monoblocco
Il monoblocco o basamento superiore è il componente dei motori a combustione interna, che riunisce in un solo elemento i cilindri e il basamento, usato in alternativa alla bancata.
Talvolta il monoblocco è definito impropriamente carter, dato che quest'ultimo accompagna la bancata.

## Prima del monoblocco

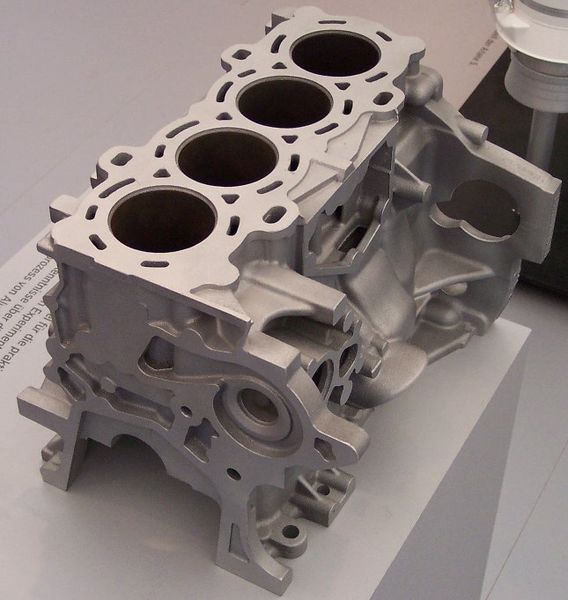
Un monoblocco di un motore a 4 cilindri

La tecnica costruttiva dei primi motori in produzione, ancora in uso nei motori di piccola cubatura e in molti motori motociclistici, prediligeva una soluzione diversa dal monoblocco, ovvero quella di lasciare cilindri e basamento come parti distinte.
Questa soluzione ha l'innegabile vantaggio di prevedere una certa modularità nel riutilizzare parti meccaniche comuni, ma nella realizzazione di motori a più cilindri la tecnica costruttiva si orientò successivamente per la soluzione a monoblocco.

## Vantaggi del monoblocco
Il monoblocco è utilizzato per i seguenti vantaggi:
- offre una rigidità meccanica complessiva superiore, anche in previsione di una funzione portante della struttura del monoblocco, ottenuta riducendo da tre a due elementi le parti costruttive e riunendo il basamento superiore con il cilindro, con eliminazione della bancata
- offre una riduzione delle vibrazioni, ovviata in parte nella soluzione a blocchi separati dalla realizzazione di una testata comune per tutta la serie di cilindri
- contiene i costi produttivi, privilegiando la riduzione di parti necessarie alla realizzazione del motore piuttosto che la sua modularità
- permette di ricavare nella struttura del monoblocco una serie di canalizzazioni interne atte a distribuire, in caso di motore raffreddato a liquido, il liquido di raffreddamento che contribuisce allo smaltimento termico dell'unità e, in generale, a inglobare anche le canalizzazioni dei circuito di lubrificazione. Le canalizzazioni divennero via via possibili con l'evoluzione della tecnologia costruttiva, legata al miglioramento delle macchine utensili e alla ricerca sui materiali usati per realizzare i motori.[2]

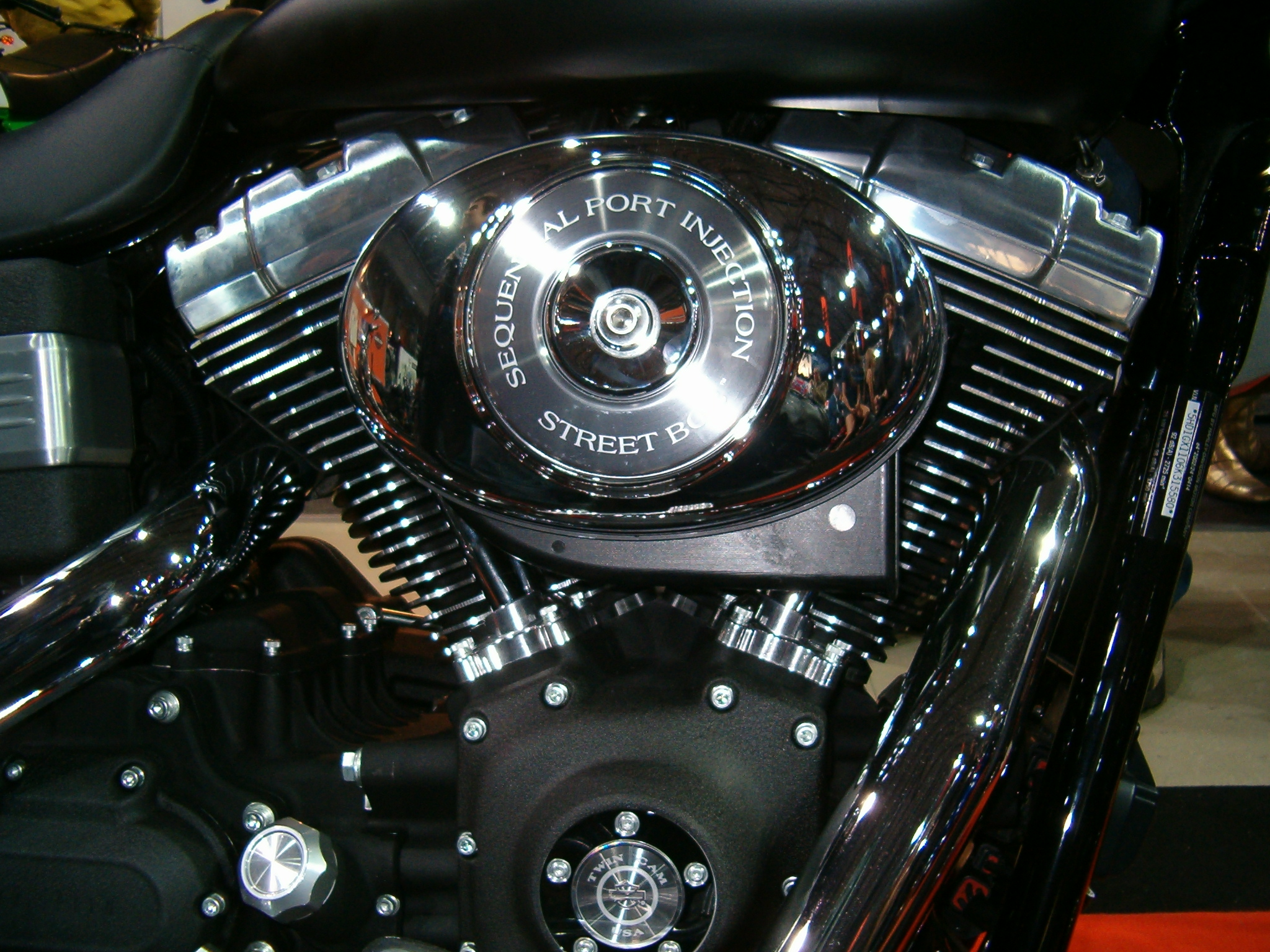
Un motore motociclistico Harley-Davidson che non utilizza un monoblocco. Si noti la divisione netta del gruppo termico alettato cromato con la parte inferiore di colore nero

## Utilizzo
Nei settore automobilistico, il monoblocco rappresenta la soluzione comunemente adottata, mentre nel campo motociclistico, si privilegia l'utilizzo della bancata. Questo approccio è motivato sia da ragioni di marketing, come si osserva nella produzione delle rinomate Harley-Davidson, che da esigenze di manutenzione, come nel caso dei motori a due tempi di piccola cilindrata.